# Győrsövényház
Győrsövényház là một thị trấn thuộc hạt Győr-Moson-Sopron, Hungary. Thị trấn này có diện tích 24,21 km², dân số năm 2010 là 769 người, mật độ 32 người/km².